# Râmnicu Sărat
Râmnicu Sărat (també s'escriu Rîmnicu Sărat, pronunciació en romanès: [ˌRɨmniku səˈrat], alemany: Rümnick o Rebnick) és una ciutat del comtat de Buzău, Romania, a la regió històrica de Muntènia. Va ser certificat per primera vegada en un document de 1439 i elevat al rang de municipiu el 1994.
La ciutat neix d'una plana pantanosa, a l'est dels Carpats i a l'oest de les muntanyes del sud de Moldàvia. Es troba a la riba esquerra del riu Râmnicul Sărat. La sal i el petroli es treballen a les muntanyes i hi ha un important comerç de productes agrícoles i conserves de carn.

## Població
Segons el cens del 2011, la població del municipi de Râmnicu Sărat ascendia a 33.843 habitants, respecte al cens anterior del 2002, quan es van registrar 38.828 habitants. La majoria dels habitants són romanesos (83,22%), amb una minoria de gitanos (8,26%). Per al 8,45% de la població, es desconeix l’ètnia. Des del punt de vista confessional, la majoria dels habitants són ortodoxos (90,78%). Per al 8,46% de la població, no es coneix l’afiliació confessional.

## Història
Râmnicu Sărat va ser escenari de batalles entre valacs i otomans el 1634, 1434 i 1573.
També va ser aquí on, el 1789 (durant la guerra russo-turca de 1787–1792), un exèrcit de tropes imperials russes i dels Habsburg, comandat per Alexander Suvorov, va derrotar les forces otomanes a la batalla de Rymnik. Per aquesta victòria, Suvorov va rebre el títol de "Comte de Rymnik" o "Rimniksky" (граф Рымникский) per l'emperadriu Caterina la Gran de Rússia.
El 1854 la ciutat va ser gairebé destruïda pel foc i es va reconstruir. Del 1901 al 1963, la presó de Râmnicu Sărat va operar a la ciutat.

## Institucions educatives
- Col·legi Nacional Alexandru Vlahuță
- Col·legi Nacional Bogdan Petriceicu Hasdeu
- Col·legi Nacional Mihai Eminescu

## Galeria

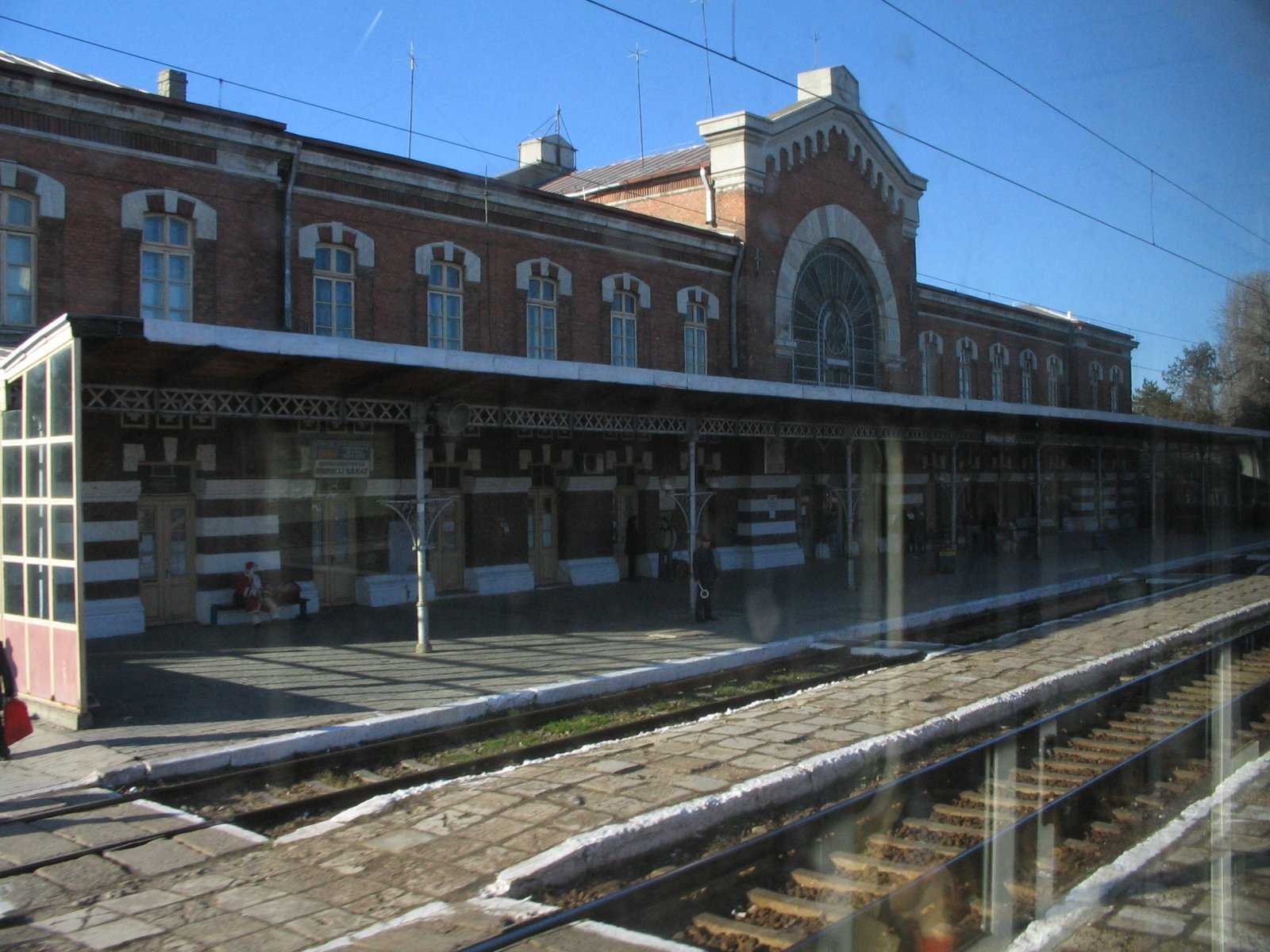
L'estació de tren de Râmnicu Sărat, dissenyada per Anghel Saligny
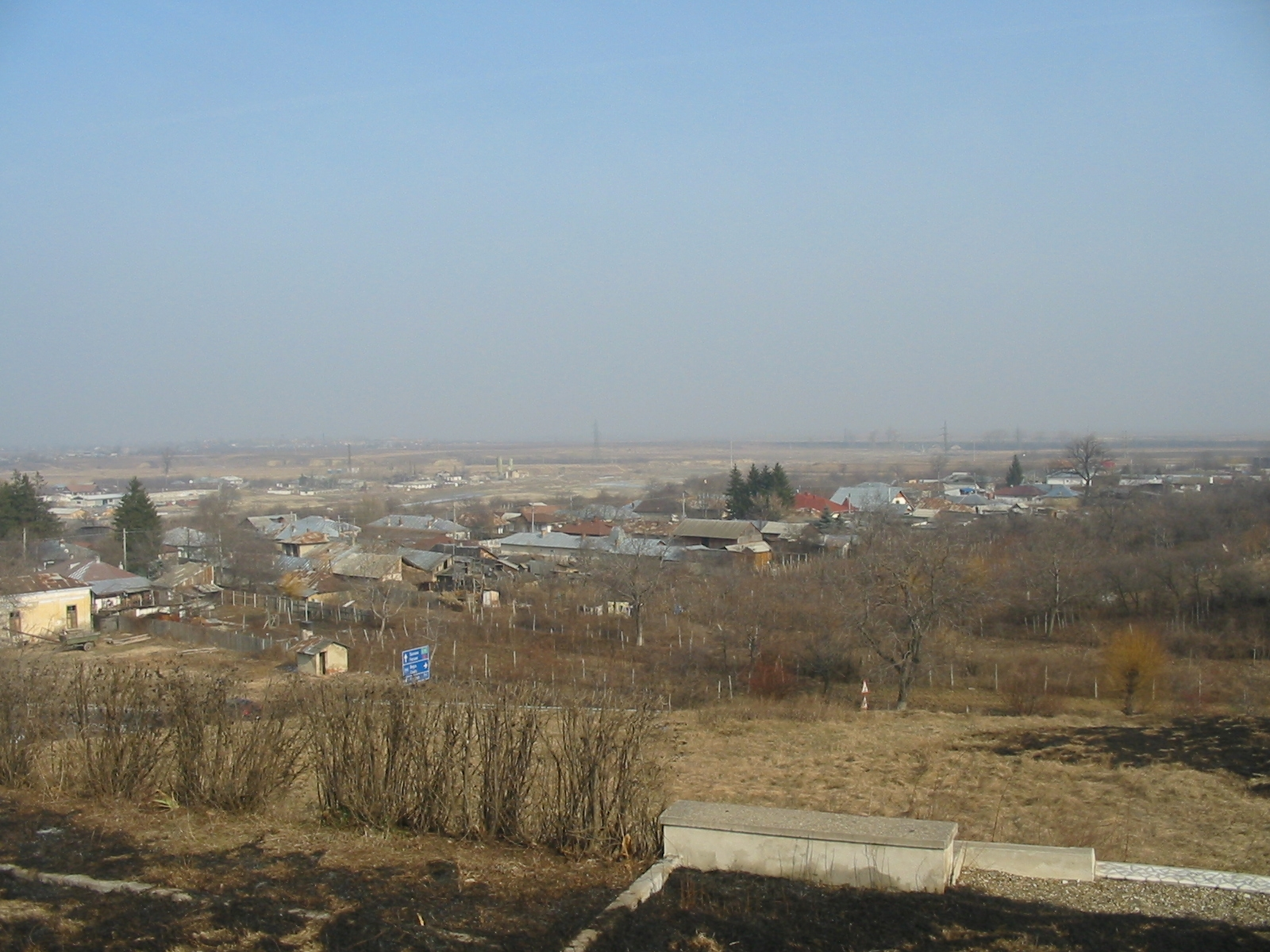
El camp de batalla de la batalla de Rymnik
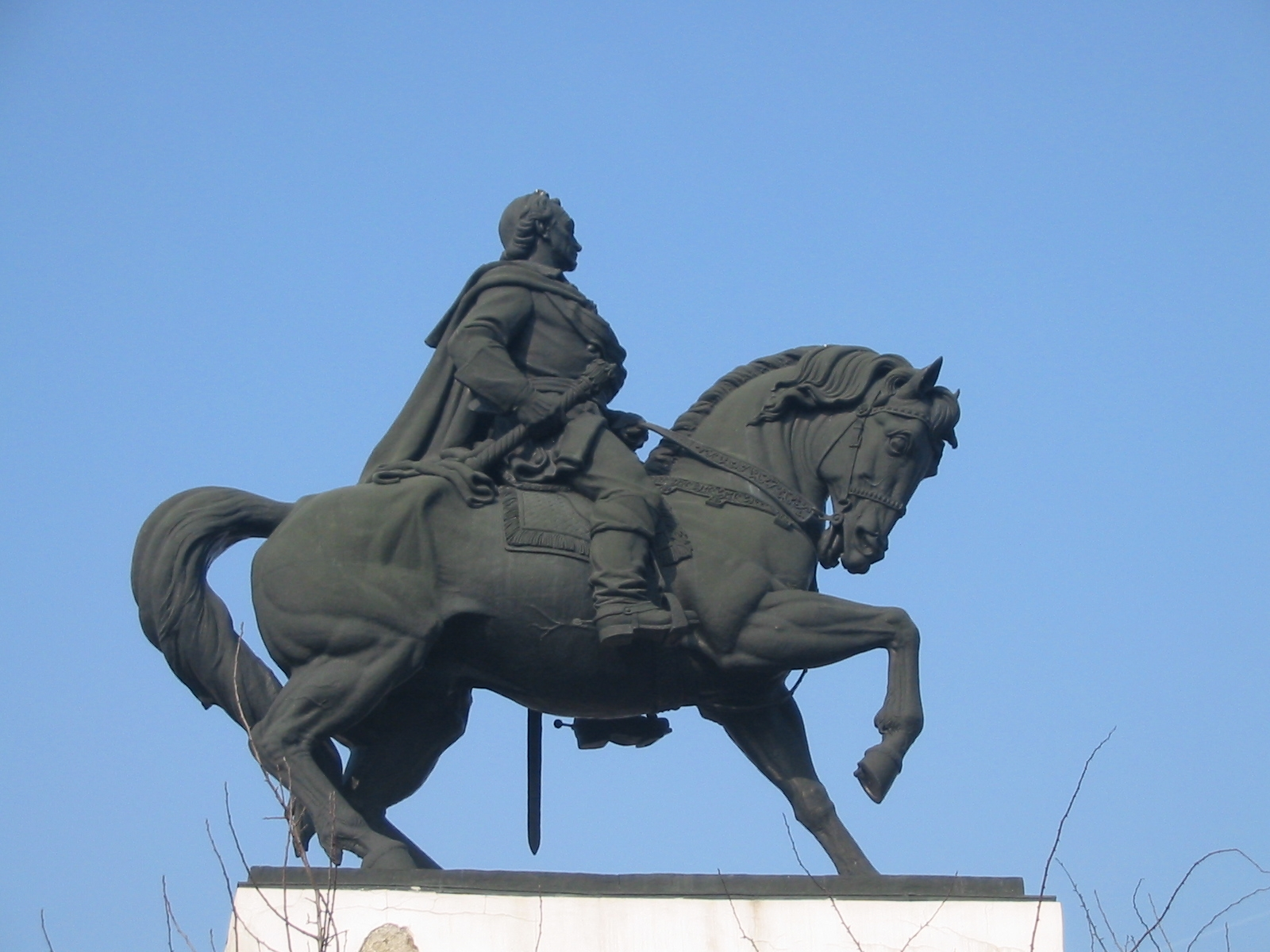
Monument d'Alexander Suvorov a prop de Focșani
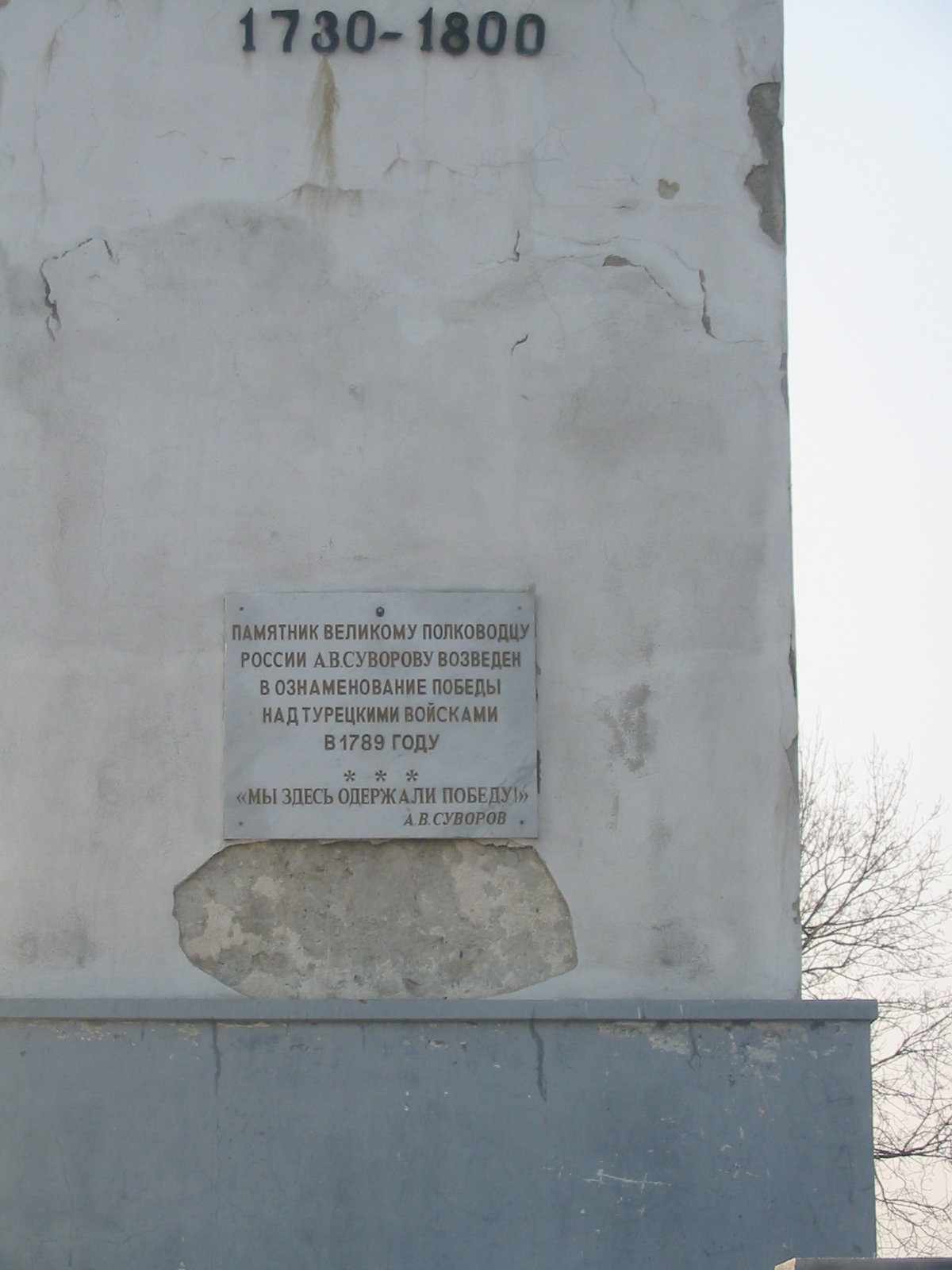
Monument de Suvorov (detall)
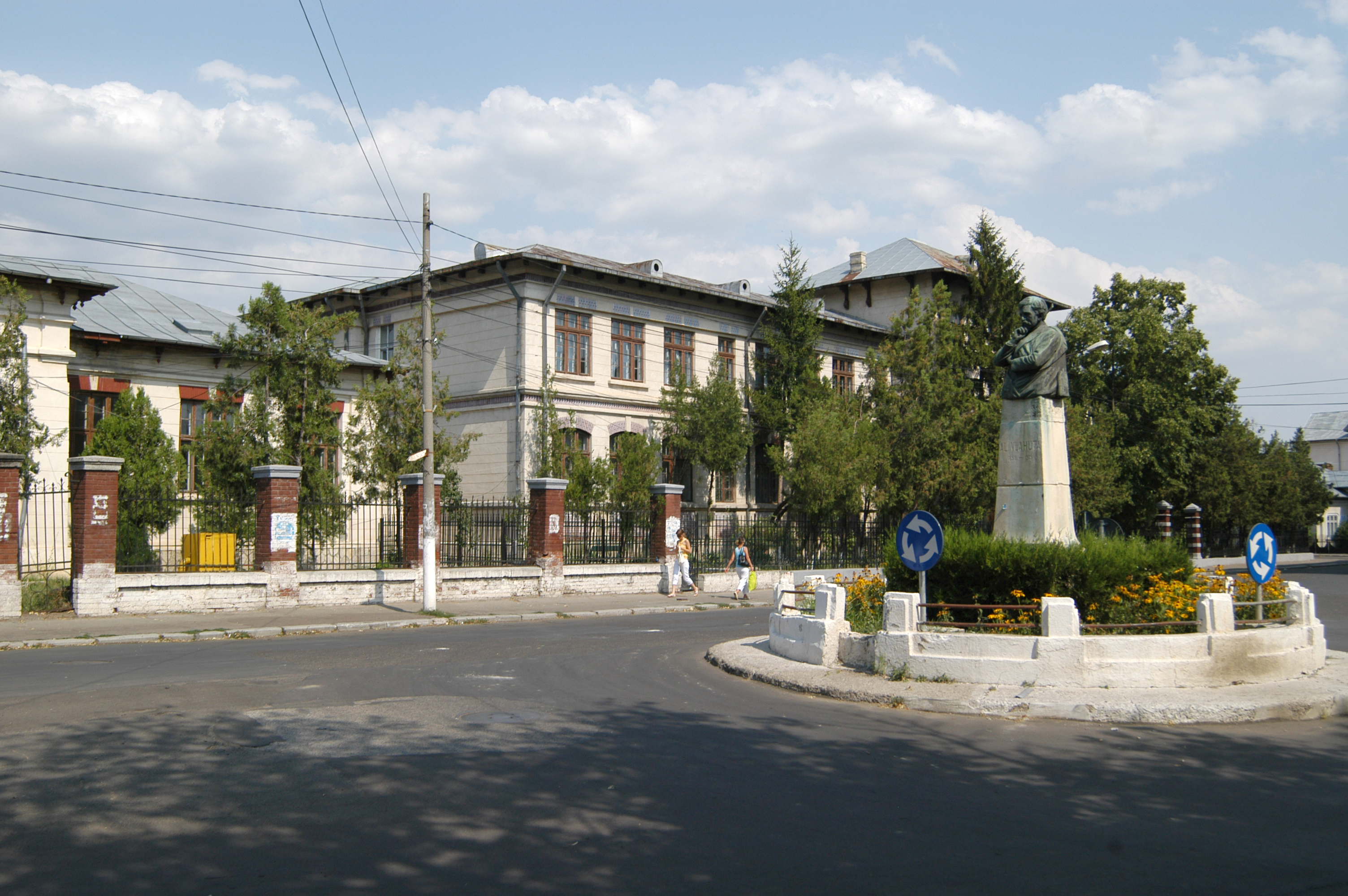
Col·legi Nacional Alexandru Vlahuță
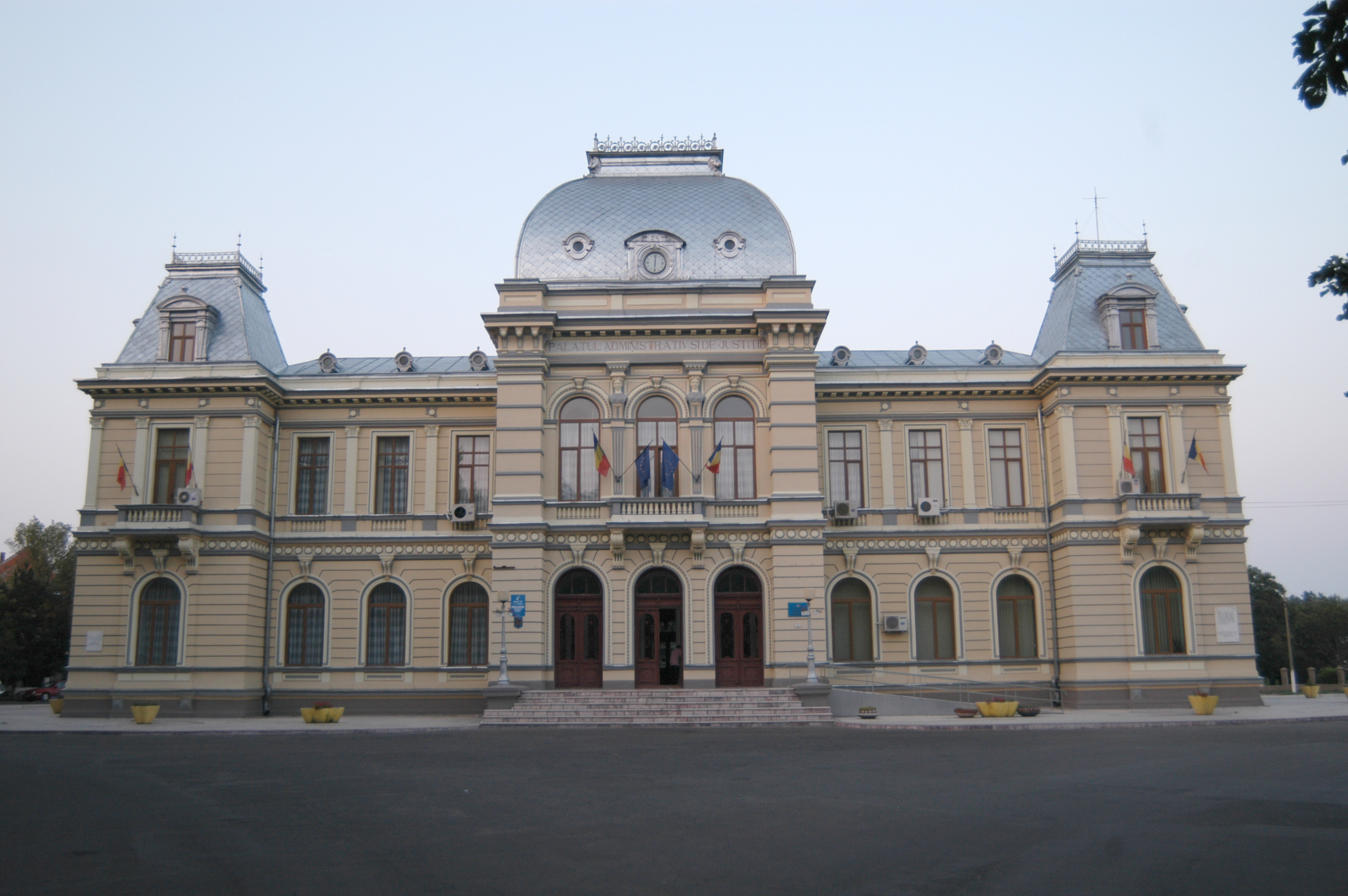
Ajuntament